# Grażyna Chrostowska
Grażyna Chrostowska, née le 20 septembre 1921 à Lublin et morte le 18 avril 1942  à Ravensbrück, est une résistante et poétesse polonaise.

## Biographie
Grażyna Chrostowska est diplômée de l'école secondaire à Lublin. Pendant son temps de l'école, elle écrit des poèmes et démontre son intérêt pour les films. Elle tient des rôles dans le théâtre de l'école. Elle a également été membre des scouts.
Après l'occupation allemande de la Pologne, elle devient membre de l'organisation clandestine Komenda Obrońców Polski (pl) (KOP). Le 8 mai 1941, elle est arrêtée avec son père lors d'une visite à sa sœur Apolonia qui était emprisonnée. Le 23 septembre 1941, elle est déportée au camp de concentration de Ravensbrück. Elle est exécutée par les Nazis avec sa sœur le 18 avril 1942. Huit heures avant sa mort, elle écrit son dernier poème intitulé « L'Inquiétude » (Niepokoj).